# Alliance Party (Fidschi)
Die Alliance Party war die regierende politische Partei in Fidschi von 1966 bis 1987. Sie wurde in den frühen 1960ern gegründet. Ihr Führer war Ratu Kamisese Mara, der Father of the Nation des modernen Fidschi. Die Partei wurde meist als politisches Vehikel der traditionellen Häuptlinge von Fidschi angesehen, hatte aber auch starke Unterstützung durch die Europäer und andere ethnische Minderheiten, die, trotz des verschwindend kleinen Anteils von nur 3–4 % der Bevölkerung, im Parlament überrepräsentiert waren (mit einem Drittel der Sitze vor 1973, und einem Sechstel in der Folge). Ethnische Inder (Indo-Fijians) gaben weniger Unterstützung, aber der Fidschier-Europäer Block hielt die Alliance Party über mehr als zwanzig Jahre an der Macht.

## Geschichte

### Gründung
Die Gründung der Alliance Party war das direkte Resultat eines Aufrufs durch Gouverneur Sir Derek Jakeway im November 1965. Er rief dazu auf, dass „Führer mit Fantasie, welche die Interessen aller Menschen von Fidschi wirklich im Herzen haben, politische Allianzen mit dem Ziel von Wahlen auf einer gemeinsamen rassischen Grundlage anstreben und dann, wenn sie eine Mehrheit von Sitzen gewinnen sollten, eine breit aufgestellte Verwaltung aufbauen, die letztendlich zur Selbstverwaltung führen soll.“ 1965 gab es in Fidschi bereits politische Organisationen, die verschiedene Interessengruppen repräsentierten, aber keine weiteren politischen Parteien wie die National Federation Party. Es gab die Fijian Association Party, welche sich 1956 gebildet hatte als „Gegengewicht gegen die indische Forderung nach politischer Reform“ („counter the Indian demand for political reform“), den National Congress of Fiji von Indern in Fidschi, welche in Opposition zur Federation Party standen, die General Electors Association, welche die ethnisch europäischen Gruppen und Mischlingsgruppen repräsentierte, die Suva Rotuman Association, die Rotuman Convention, die Chinese Association, die All-Fiji Muslim Political Front, die Fiji Minority Party und die Tongan Organization. Am 12. März 1966 kamen all diese Organisationen unter der Führung von Kamisese Mara zusammen und bildeten die Alliance Party.

### Wahlen 1966
Als die Wahlen 1966 abgehalten wurden, war die Alliance Party erst sechs Monate alt und es gab nur wenig Koordination der Aktivitäten zwischen ihren Teil-Organisationen. Die Wahl der Kandidaten wurde nicht koordiniert und in vier Communal Constituencies erlaubte die Fijian Association ihren Mitgliedern gegen die Kandidaten der Alliance anzutreten. Einige Kandidaten für die Indian Communal Constituencies traten in den Wahlen unter dem Banner des National Congress of Fiji an. Gelegentlich hebelten individuelle Ambitionen die Parteiloyalität aus, wie im Fall eines Europäers, der keine Kandidatur in der Alliance Party erreichte. Er trat aus und als unabhängiger Kandidat an, gewann die Wahl und schloss sich wieder der Alliance an. Daraufhin wurde er Minister. Letztendlich gewann die Alliance mit einem Erdrutschsieg und errang 22 der 34 Direktmandate. Der größte Erfolg waren die drei Cross-Voting Seats in der Western Division, wo man erwartet hatte, dass die große indische Majorität die Kandidaten der Federation Party wählen würden. Nach der Wahl schlossen sich die drei Unabhängigen Kandidaten und die zwei Vertreter des Great Council of Chiefs, ebenfalls der Alliance Party an, wodurch sie letztlich 27 Sitze erhielt. Die übrigen 9 Sitze wurden von der NFP errungen unter Führung von Ambalal Dahyabhai Patel (A. D. Patel). Mara wurde daraufhin zum Chief Minister ernannt und das System des responsible government (Westminster system of parliamentary democracy) wurde im September 1967 eingeführt.

### 1977 bis 1987
Die führende Rolle der Alliance Party wurde in den Wahlen im März 1977 kurzzeitig in Frage gestellt, als eine Spaltung innerhalb der ethnischen Fidschier für einen Verlust von neun Sitzen sorgte. Die Alliance hatte daraufhin nur noch 24 Sitze von den 52 im Parlament, zwei weniger als die National Federation Party (NFP), die von den Indo-Fidschiern dominiert wurde. Eine Verfassungskrise entwickelte sich, als drei Tage nach der Wahl die NFP in einem Führungskampf zersplitterte und der Governor-General, Ratu Sir George Cakobau, die Regierung Mara beauftragte kommissarisch die Macht zu halten. Eine erneute Wahl wurde im September desselben Jahres abgehalten um die Krise zu beenden; die Alliance gewann mit einem nie dagewesenen Ergebnis von 36 der 52 Sitze.
Die Mehrheit der Alliance Party reduzierte sich in der Wahl 1982, blieb jedoch eine bequeme Mehrheit von 28 Sitzen. Bei den Wahlen im April 1987 wurde die Partei endgültig geschlagen durch eine multi-rassische Koalition unter der Führung von Timoci Bavadra, einem ethnischen Fidschianer, der aber seine Unterstützung hauptsächlich von der Indo-Fidschianisch Bevölkerung erhielt.
Nach weniger als einem Monat im Amt wurde die neue Regierung durch einen Militärputsch unter der Führung von Lieutenant Colonel Sitiveni Rabuka abgesetzt. Es gab einige Monate Unruhen, dann wurde der frühere Premierminister Ratu Mara, der Führer der Alliance Party, wieder berufen eine Übergangsregierung zu bilden. Im Zuge einer großen Neuausrichtung der Politik in Fidschi wurde jedoch die Alliance Party aufgelöst.

## Versuche der Neugründung der Alliance
Mehr als fünfzehn Jahre nach der Auflösung der Fijian Alliance ließ Ratu Epeli Ganilau, der Chairman of the Great Council of Chiefs von 2001 bis 2004 und ein Schwiegersohn von Mara, am 18. Januar 2005 die National Alliance Party of Fiji formal registrieren mit dem Anspruch die Nachfolge der aufgelösten Partei anzutreten. Ganilau unternahm eine Massenveranstaltung zur Neugründung am 8. April 2005 in Suva. Die Partei konnte sich jedoch nicht durchsetzen.
Die Fijian Alliance galt als Partei des zentralen bis rechten Spektrums und war Mitglied der International Democrat Union, einer internationalen Dach-Organisation moderater rechter Parteien wie der Republikanischen Partei der Vereinigten Staaten, der britischen Conservative Party, oder der Liberal Party of Australia.

## Wahlergebnisse
| Wahl                  | Stimmen | %    | Mandate |
| --------------------- | ------- | ---- | ------- |
| Wahl 1966             | 214.872 | 51,9 | 23 / 36 |
| Wahl 1972             | 388.550 | 57,5 | 33 / 52 |
| Wahl 1977 (März)      | 338.523 | 46,0 | 24 / 52 |
| Wahl 1977 (September) | 378.349 | 52,2 | 36 / 52 |
| Wahl 1982             | 507.163 | 51,8 | 28 / 52 |
| Wahl 1987             | 484.543 | 49,5 | 24 / 52 |